# 秋本雅彦
秋本 雅彦（あきもと まさひこ、1976年2月9日 - ）は、神奈川県横浜市出身の実業家、起業家、元俳優。
JAC（ジャパンアクションクラブ）現ジャパンアクションエンタープライズ出身。24期。
別名：速水尚、秋本祐哉。 

## 出演

### 映画
- ヤマトタケル（1994年 東宝）
- ビーロボカブタック クリスマス大決戦！！（1997年 東映）
- DREAM MAKER（1999年 東映）
- メッセンジャー（1999年 東宝）
- 梟の城 owl's castle （1999年 東宝）
- 陰陽師（2001年 東宝）
- RED SHADOW 赤影（2001年 東映）
- 千年の恋 ひかる源氏物語（2001年 東映）

### 特撮テレビドラマ
- 忍者戦隊カクレンジャー（1994年 テレビ朝日）
- 激走戦隊カーレンジャー（1996年 - 1997年 テレビ朝日）
- ビーロボカブタック（1997年 - 1998年 テレビ朝日）

### テレビドラマ
- 姫将軍大暴れ（1995年 テレビ東京）
- to Heart 〜恋して死にたい〜（1999年 TBS）
- タモリ俱楽部 空耳アワー（1999年 テレビ朝日）
- 独身生活（1999年 TBS）
- ウッチャンナンチャンのウリナリ!!「ナトゥ踊るニンジャ伝説」（2000年 日本TV）
- マッハV6 SP big大作戦（2000年 フジテレビ）
- 神様のいたずら（2000年 フジテレビ）
- 二千年の恋（2000年 フジテレビ）
- 京都迷宮案内（2001年 テレビ朝日）
- 十手人（2001年 テレビ朝日）
- 暴れん坊将軍（2001年 テレビ朝日）
- 水戸黄門（2001年 TBS）
- 忍たまがやってくる（2001年 NHK）

### 舞台・イベント
- TEAM 発砲・B・ZIN　Vol.13「ゴメンバー」 (1998年 本多劇場）
- ジャニーズファンタジー KYO TO KYO（1998年 シアターアーツ1200）
- JAC 第3回公演「HIJIKATA -新撰組異聞-」（1999年 東京グローブ座）
- 五木ひろし公演 石松初恋旅（2000年 明治座）
- JAC 第4回公演「TOKYO・2050」（2000年 東京グローブ座）
- 忍者伝説（2000年 スペースワールド）
- サクラ大戦歌謡ショウ　五周年記念公演「海神別荘」（2001年 東京厚生年金会館）
- 帝劇ミュージカル『SHOW劇・SHOCK』（2001年 帝国劇場）

### CM
- ソニーPMS（1999年）
- キャノン（2000年）
- ローソン 新型サンキュー「胴上げ編」（2001年）
- ダイコク電機（2003年）